# Jack-O - La lanterna del terrore
Jack-O - La lanterna del terrore, o meglio conosciuto solo come Jack-O, è un film  del 1995 diretto da Steve Latshaw.

## Trama
Il film tratta della famiglia Kelly, una famiglia che sembra fare una vita normale, che vive a Oakmoor Crossing. Un giorno alla loro porta si presenta uno sconosciuto, Vivian Machen. Egli rivela che sia la famiglia Kelly che la famiglia Machen hanno avuto una storia a Oakmoor Crossing: erano famiglie rivali, disposte a vendersi l'anima per avere successo.
Machen rivela che uno dei suoi antenati, Walter Machen, considerato uno stregone, evocò un demone con la testa di zucca di nome Jack-o'-lantern. Walter gli promise la propria anima a patto che lui lanciasse una maledizione sui Kelly per ucciderli. Il demone accettò, ma pretese di ricevere l'anima di Walter prima di scagliare il maleficio. Walter però non accettò e fuggì.
Poco tempo dopo la famiglia Machen venne impiccata per reato, ma Walter sopravvisse e solo allora capì che non vi era stato proprio carro e una bara con una croce d'argento.
Quando trovò il demone, Walter lo imprigionò nella bara e lo sotterrò, ma all'improvviso si sentì dire che se l'avesse liberato lui, il demone, avrebbe lanciato la maledizione sui Kelly. Walter gli rispose che lo avrebbe liberato solo dopo che lui avesse scagliato il maleficio sui Kelly. Il demone accettò e scagliò il maleficio sui Kelly, ma a quel punto Walter non rispettò il patto e lasciò il Jack sotto terra.
Così era stato per secoli, ma con il passare del tempo e con gli scherzi dei giovani del posto, la tomba in cui era stato sepolto il demone era stata dissotterata e ora l'entità di Jack-o'-lantern è tornata a vivere.
Vivian Machen e la famiglia Kelly devono dunque tentare di sconfiggere l'entità maligna prima che essa uccida loro.